# Ñiquén
Ñiquén è un comune del Cile della provincia di Punilla, nella Regione di Ñuble. Al censimento del 2002 possedeva una popolazione di 11.421 abitanti. Il capoluogo comunale è la località di San Gregorio.

## Società

### Evoluzione demografica
| Censimento del 1992 | Censimento del 2002 |
| 13.156 ab.          | 11.421 ab.          |